# Abbazia di Santa Maria della Ferraria
L'abbazia di Santa Maria della Ferraria (o di Santa Maria di Ferraria) era un monastero cistercense a Vairano Patenora, in provincia di Caserta.

## Storia
L'abbazia fu fondata nel 1179 come filiazione dell'abbazia di Fossanova nel Lazio, nella linea dell'abbazia di Clairvaux.
La chiesa venne consacrata il 24 ottobre 1179 e l'abbazia venne governata dai cistercensi fino alla soppressione degli ordini religiosi nel Regno di Napoli da parte di Giuseppe Bonaparte nel 1807.
Come abbazie figlie ebbe Santa Maria dell'Arco in Sicilia, Santo Spirito della Valle in Puglia, Santa Maria Incoronata in Puglia e l'abbazia dei Santi Vito e Salvo in Abruzzo.